# Châtenay (Saône-et-Loire)
Pour les articles homonymes, voir Châtenay.
Châtenay est une commune française située dans le département de Saône-et-Loire, en région Bourgogne-Franche-Comté.
Pour la différencier des autres communes homonymes, Châtenay est parfois nommée Châtenay-sous-Dun.
Petit village du Charolais brionnais au paysage vallonné, avec ses hameaux clairsemés, ses bocages verdoyants, ses sentiers en sous-bois, son clocher qui sonne encore les heures et demi-heures.

## Géographie

### Localisation
Châtenay est une petite bourgade du Charolais brionnais située en Bourgogne-Franche-Comté du sud dans le département de Saône-et-Loire. La commune fait partie de l’arrondissement de Charolles et du canton de la Clayette.
|                   | Gibles            |                    |
| Varennes-sous-Dun | Châtenay sous Dun | Aigueperse (Rhône) |
|                   | Saint-Racho       |                    |

### Géologie et relief
Son sol est granitique, d’une superficie de 807 ha dont 260 ha de forêts composées principalement de résineux et taillis d'environ 540 ha d’herbage et de polyculture.
Située  au pied de la montagne de Dun, la commune est nichée sur une colline dont le pied est arrosé par le Sornin, lui-même affluent de la Loire (altitude de 380 à 595 m, mairie à 431 m).

### Hydrographie
Il n'y a pas de rivière dans ce village, mais un ruisseau, dit le « by » et alimenté par plusieurs sources, passe dans cette commune.

### Climat
Pour des articles plus généraux, voir Climat de la Bourgogne-Franche-Comté et Climat de Saône-et-Loire.
En 2010, le climat de la commune est de type climat océanique dégradé des plaines du Centre et du Nord, selon une étude du Centre national de la recherche scientifique s'appuyant sur une série de données couvrant la période 1971-2000. En 2020, Météo-France publie une typologie des climats de la France métropolitaine dans laquelle la commune est exposée à un climat de montagne ou de marges de montagne et est dans la région climatique Centre et contreforts nord du Massif Central, caractérisée par un air sec en été et un bon ensoleillement.
Pour la période 1971-2000, la température annuelle moyenne est de 9,9 °C, avec une amplitude thermique annuelle de 17,1 °C. Le cumul annuel moyen de précipitations est de 973 mm, avec 12,6 jours de précipitations en janvier et 7,9 jours en juillet. Pour la période 1991-2020, la température moyenne annuelle observée sur la station météorologique de Météo-France la plus proche, « Matour_sapc », sur la commune de Matour à 8 km à vol d'oiseau, est de 11,0 °C et le cumul annuel moyen de précipitations est de 1 029,8 mm. 
La température maximale relevée sur cette station est de 39 °C, atteinte le 24 juillet 2019 ; la température minimale est de −16,4 °C, atteinte le 5 février 2012,,.
Les paramètres climatiques de la commune ont été estimés pour le milieu du siècle (2041-2070) selon différents scénarios d'émission de gaz à effet de serre à partir des nouvelles projections climatiques de référence DRIAS-2020. Ils sont consultables sur un site dédié publié par Météo-France en novembre 2022.

### Voies de communication et transports

#### Voies routières
Par la route, Châtenay est située à 55 km au sud-ouest de Mâcon, la plus grande ville à proximité, 7 km de La Clayette, 25 km de Charolles, 32 km de Marcigny, 37 km de Cluny et 39 km de Paray-le-Monial.

#### Transports
Les gares et haltes ferroviaires :
- gare de La Clayette - Baudemont à 8 km ;
- La Chapelle-sous-Dun à 12 km (halte seulement) ;
- Saint-Symphorien-des-Bois à 13 km (halte seulement) ;
- Dyo à 16 km (halte seulement) ;
- Gare de Chauffailles à 20 km (halte seulement) ;
- gares TGV : gare de Mâcon-Loché-TGV (55 km) et gare du Creusot TGV (75 km).

Aérodrome et aéroports :
- base ULM de La Clayette (8 km) ;
- aéroport de Saint-Yan (45 km) ;
- aéroport de Roanne-Renaison (55 km) ;
- aéroport de Lyon-Saint-Exupéry (135 km).

Port fluvial :
- port de Digoin à 50 km (principalement tourisme fluvial) ;
- port fluvial de Mâcon[10] à 55 km ;
- port de Villefranche-sur-Saône (Port fluvial) à 60 km.

### Hameaux
La commune est composée de son bourg et de 28 hameaux : l’Argolay, les Barges, les Bassets, aux Boucauds, Billebins, les Charmes, Combe du Replat, Combe Foland, les Combes, les Corattes, Croix Jugnon, Fontloup, les Grandes Combes, les Grandes Molières, Lavau, la Magdeleine, aux Martins, les Matrays, les Millerins, les Petits Moulins, la Rochelle, les Roches, les Rousseaux, les Saignes, les Segaudes, Sermaize, les Toisons.

## Urbanisme

### Typologie
Au 1er janvier 2024, Châtenay est catégorisée commune rurale à habitat très dispersé, selon la nouvelle grille communale de densité à sept niveaux définie par l'Insee en 2022.
Elle est située hors unité urbaine et hors attraction des villes,.

### Occupation des sols
L'occupation des sols de la commune, telle qu'elle ressort de la base de données européenne d’occupation biophysique des sols Corine Land Cover (CLC), est marquée par l'importance des territoires agricoles (67,2 % en 2018), une proportion identique à celle de 1990 (67,2 %). La répartition détaillée en 2018 est la suivante : prairies (48,3 %), forêts (32,8 %), zones agricoles hétérogènes (18,9 %). L'évolution de l’occupation des sols de la commune et de ses infrastructures peut être observée sur les différentes représentations cartographiques du territoire : la carte de Cassini (XVIIIe siècle), la carte d'état-major (1820-1866) et les cartes ou photos aériennes de l'IGN pour la période actuelle (1950 à aujourd'hui).

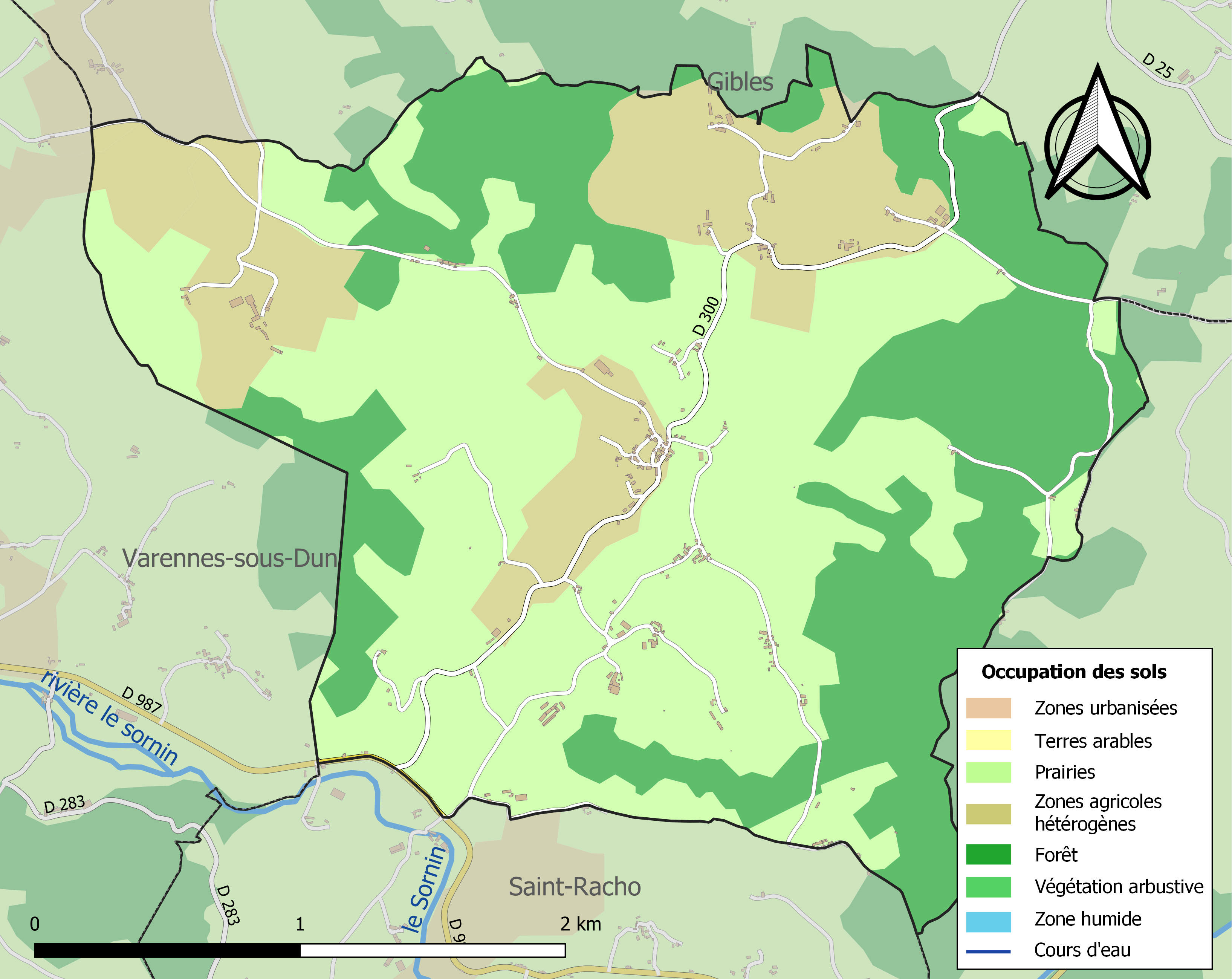
Carte des infrastructures et de l'occupation des sols de la commune en 2018 (CLC).

## Histoire
La commune fut fondée par un décret du 23 mars 1875 en prenant une partie de son territoire sur les communes de Gibles et de Saint-Racho. Avant sa création, Châtenay était un hameau de la commune de Gibles. En 1881 cette commune réunissait alors 454 habitants et possédait deux écoles, deux cafés, deux épiceries, un charron-maréchal-ferrant, un forgeron et un charpentier. Depuis le 30 décembre 1996, cette commune fait partie de la communauté de communes du pays clayettois, devenue communauté de communes La Clayette Chauffailles en Brionnais le 1er janvier 2017.

## Politique et administration

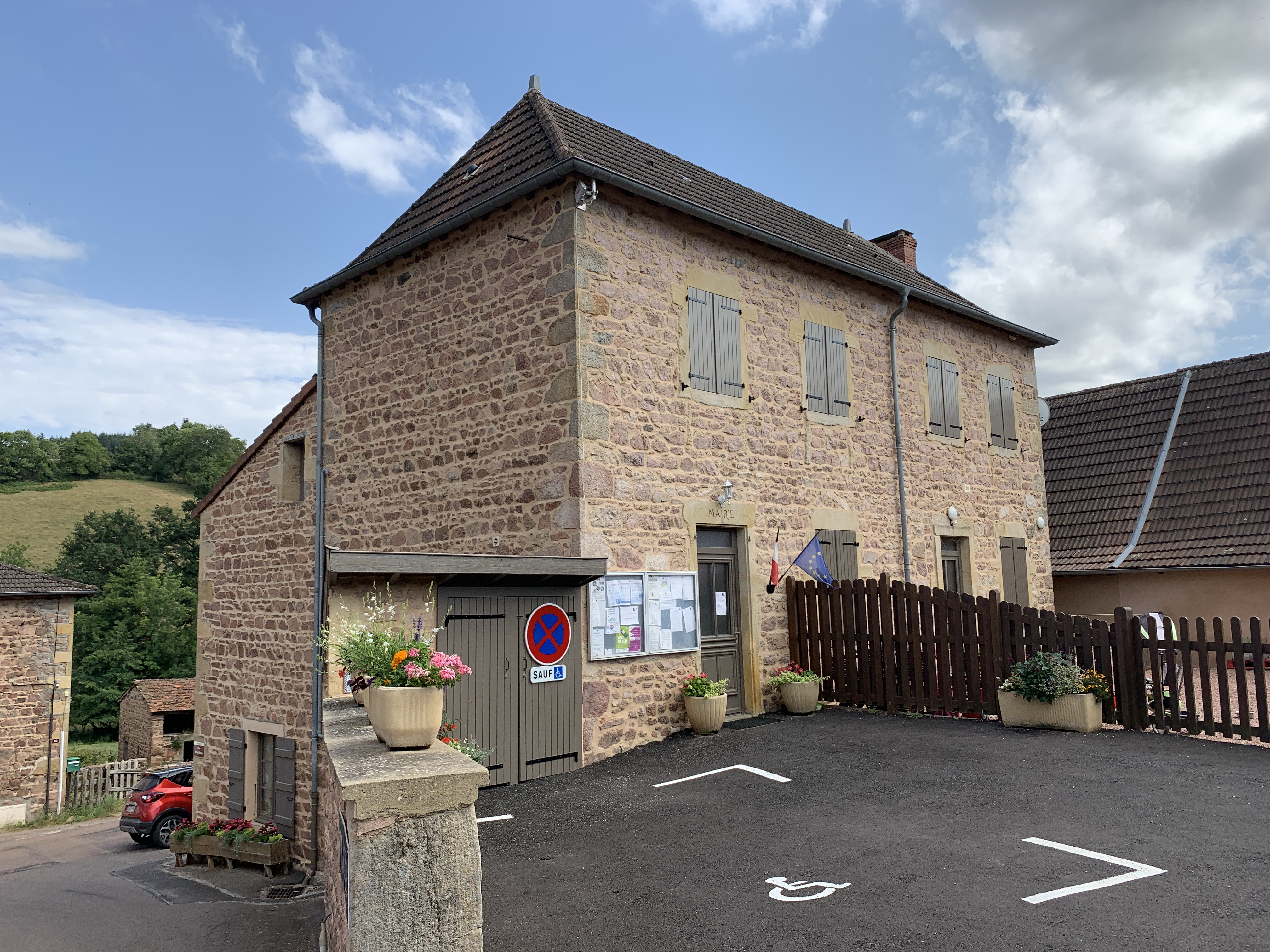
Mairie.

### Tendances politiques
Le village est bien ancré à droite. Depuis 1997, la droite (UMP, UDF, RPR) a gagné presque toutes les élections dans cette commune,,,,,,,,,,,,,,,,, sauf en 2010 au deuxième tour des Régionales avec la victoire du PS et en 2007 au premier tour des Présidentielles avec le Modem (François Bayrou) en tête en nombre de voix (48 voix à 26 par exemple à Nicolas Sarkozy),.
Au niveau local, le conseiller général (Alain Gautheron, UDF puis UMP) a été plébiscité par une large majorité à chaque fois dans ce village : 77,5 % en 2011, 73,20 % en 2004 et 80,39 % en 1998,,.

### Administration municipale
Châtenay dépend de la sous-préfecture de Saône-et-Loire à Charolles. Le conseil municipal est composé de 11 membres conformément à l’article L2121-2 du Code général des collectivités territoriales.

### Liste des maires
| Période       | Période       | Identité           | Étiquette | Qualité |
| ------------- | ------------- | ------------------ | --------- | ------- |
| 13 juin 1875  | 29 avril 1882 | François Dufoux    | …         | …       |
| 30 avril 1882 | 15 mai 1886   | Benoît Grandjean   | …         | …       |
| 16 mai 1886   | 16 mai 1925   | Jacques Dufoux     | …         | …       |
| 17 mai 1925   | 1942          | Augustin Dufoux    | …         | …       |
| 1942          | 1961          | Ferdinand Vouillon | …         | …       |
| 1961          | mars 1983     | Louis Milier       | ...       | …       |
| mars 1983     | mars 2001     | Paul Narboux       | …         | …       |
| mars 2001     | mai 2020      | Bernard Bajard     | …         | …       |
| 2020          | En cours      | Stéphane Huet      | DVD       |         |

### Canton et intercommunalité
Cette commune est incluse dans le canton de la Clayette, comptant environ 7 600 habitants. En intercommunalité, ce village fait partie de la communauté de communes Brionnais Sud Bourgogne. Stéphane HUET est président de cette intercommunalité.

### Instances judiciaires et administratives
Dans le domaine judiciaire, la commune dépend aussi de la commune de Mâcon qui possède un tribunal d'instance et de grande instance, d'un tribunal de commerce et d'un conseil des prud'hommes. Pour le deuxième degré de juridiction, elle dépend de la cour d'appel de Dijon et de la Cour administrative d'appel de Lyon.

### Jumelages
Au 1er janvier 2011, Châtenay n'est jumelée avec aucune commune.

## Population et société

### Démographie

#### Évolution démographique
L'évolution du nombre d'habitants est connue à travers les recensements de la population effectués dans la commune depuis 1876. Pour les communes de moins de 10 000 habitants, une enquête de recensement portant sur toute la population est réalisée tous les cinq ans, les populations de référence des années intermédiaires étant quant à elles estimées par interpolation ou extrapolation. Pour la commune, le premier recensement exhaustif entrant dans le cadre du nouveau dispositif a été réalisé en 2007.

En 2022, la commune comptait 168 habitants, en évolution de +3,07 % par rapport à 2016 (Saône-et-Loire : −1,06 %, France hors Mayotte : +2,11 %).
| 1876 | 1881 | 1886 | 1891 | 1896 | 1901 | 1906 | 1911 | 1921 |
| ---- | ---- | ---- | ---- | ---- | ---- | ---- | ---- | ---- |
| 462  | 454  | 457  | 432  | 434  | 405  | 413  | 395  | 301  |

| 1926 | 1931 | 1936 | 1946 | 1954 | 1962 | 1968 | 1975 | 1982 |
| ---- | ---- | ---- | ---- | ---- | ---- | ---- | ---- | ---- |
| 295  | 303  | 289  | 254  | 241  | 258  | 260  | 229  | 214  |

| 1990 | 1999 | 2006 | 2007 | 2012 | 2017 | 2022 | - | - |
| ---- | ---- | ---- | ---- | ---- | ---- | ---- | - | - |
| 184  | 166  | 166  | 166  | 162  | 165  | 168  | - | - |

#### Pyramide des âges
En 2018, le taux de personnes d'un âge inférieur à 30 ans s'élève à 25,4 %, soit en dessous de la moyenne départementale (30,4 %). À l'inverse, le taux de personnes d'âge supérieur à 60 ans est de 33,3 % la même année, alors qu'il est de 32,7 % au niveau départemental.
En 2018, la commune comptait 88 hommes pour 79 femmes, soit un taux de 52,69 % d'hommes, largement supérieur au taux départemental (48,54 %).
Les pyramides des âges de la commune et du département s'établissent comme suit.
| Hommes | Classe d’âge | Femmes |
| ------ | ------------ | ------ |
| 0,0    | 90 ou +      | 1,3    |
| 11,5   | 75-89 ans    | 11,5   |
| 21,8   | 60-74 ans    | 20,5   |
| 26,4   | 45-59 ans    | 26,9   |
| 17,2   | 30-44 ans    | 11,5   |
| 6,9    | 15-29 ans    | 15,4   |
| 16,1   | 0-14 ans     | 12,8   |

| Hommes | Classe d’âge | Femmes |
| ------ | ------------ | ------ |
| 1      | 90 ou +      | 2,7    |
| 9,3    | 75-89 ans    | 12,5   |
| 20,7   | 60-74 ans    | 21,2   |
| 20,6   | 45-59 ans    | 20     |
| 16,5   | 30-44 ans    | 15,8   |
| 15,1   | 15-29 ans    | 12,8   |
| 16,7   | 0-14 ans     | 15     |

### Enseignement
Châtenay dépend de l'académie de Dijon et de l'inspection académique de Saône-et-Loire.
L'école primaire est aujourd'hui fermée depuis 1998, c'est l'école de Varennes-sous-Dun qui assure l'éducation des primaires. Le collège se situe à La Clayette. Le lycée le plus proche est celui de Charolles.

### Manifestations culturelles et festivités
De nombreuses manifestations sont organisées par les différentes associations de cette commune, en particulier le comité des fêtes. Ces animations permettent de développer des liens conviviaux entre les habitants, les populations extérieures et de faire connaître le village. Les manifestations phares de l'année sont :
- la Virade de l'espoir, marche organisée chaque année en faveur de la recherche contre la mucoviscidose ;
- la Fête du pain et de la confiture, le dernier dimanche d’août ;
- la Fête de la pomme, le deuxième dimanche d’octobre ;
- la Fête de la « tsatagne » où châtaigne et beaujolais se côtoient le temps d'une veillée...

Tout au long de l'année, le comité des fêtes anime le village grâce à de multiples divertissements en journée ou en soirée : coq au vin, loto, randonnées pédestres (marches), concours de manille, fête patronale, mâchon...

### Santé
Châtenay ne dispose ni de médecin, ni de pharmacie, les plus proches sont à Gibles (3,8 km) ou La Clayette (5,5 km).
L'hôpital local le plus proche est celui de La Clayette.
Les centres hospitaliers les plus proches sont ceux de Charolles, Paray-le-Monial, Roanne et Mâcon.

### Sports
Il n'y a pas de clubs sportifs dans cette commune. Le comité des fêtes organise et encadre des après-midi jeux.

### Cultes
Le culte catholique est pratiqué à l'église. Ce village fait partie du doyenné du Brionnais avec la « paroisse Sainte Marie sous Dun ».

### Écologie et recyclage
C'est la communauté de communes du pays clayettois qui à la compétence de la collecte des déchets. Le traitement de ces déchets est fait par le « SMEVOM du Charolais-Brionnais et de l'Autunois » qui organise cette gestion par deux structures :
- la SITA Centre-Est pour la collecte des ordures ménagères et la gestion de la déchèterie (à La Clayette et Digoin) ;
- Véolia Onyx pour la collecte des matériaux recyclables.

## Économie

### Revenus de la population et fiscalité
En 2008, le revenu fiscal médian par ménage était de 15 568 €, ce qui plaçait Châtenay au 24 207e rang  parmi les 31 604 communes de plus de 50 ménages en métropole.

### Population active
La population âgée de 15 à 64 ans s'élevait en 2008 à 106 personnes (107 en 1999), parmi lesquelles on comptait 78,9 % d'actifs dont 74,3 % ayant un emploi et 4,6 % de chômeurs. En 2008, 80 personnes (28 % des actifs) ayant un emploi et résidant dans la commune travaillaient à Châtenay, 45 % dans une autre commune du département de Saône-et-Loire et 7 % en Rhône-Alpes).
Le taux d'activité en 2008 est de 52,6 % pour la tranche d'âge 15 - 24 ans (France métropolitaine : 42,1 %), 95,7 % pour la tranche d'âge 25 - 54 ans (France métropolitaine : 91,4 %), et 45 % pour la tranche d'âge 55 - 64 ans (France métropolitaine : 45 %).

### Emploi
En 2008 on comptait 65 emplois dans la commune, contre 64 en 1999. Le nombre d'actifs ayant un emploi résidant dans la commune étant de 80, l'indicateur de concentration d'emploi est de 81,5 %, ce qui signifie que la commune offre un nombre important d'emploi par rapport au nombre d'actifs. Cet indicateur était de 90,1 % en 1999.

### Entreprises
Le secteur agricole est important sur la commune, 11 exploitations sont implantées sur cette commune. Le secteur du bâtiment est aussi très présent avec deux entreprises de charpente, un menuisier, un ébéniste et un maçon. Il y a aussi deux chambres d'hotes et deux gites.

## Culture locale et patrimoine

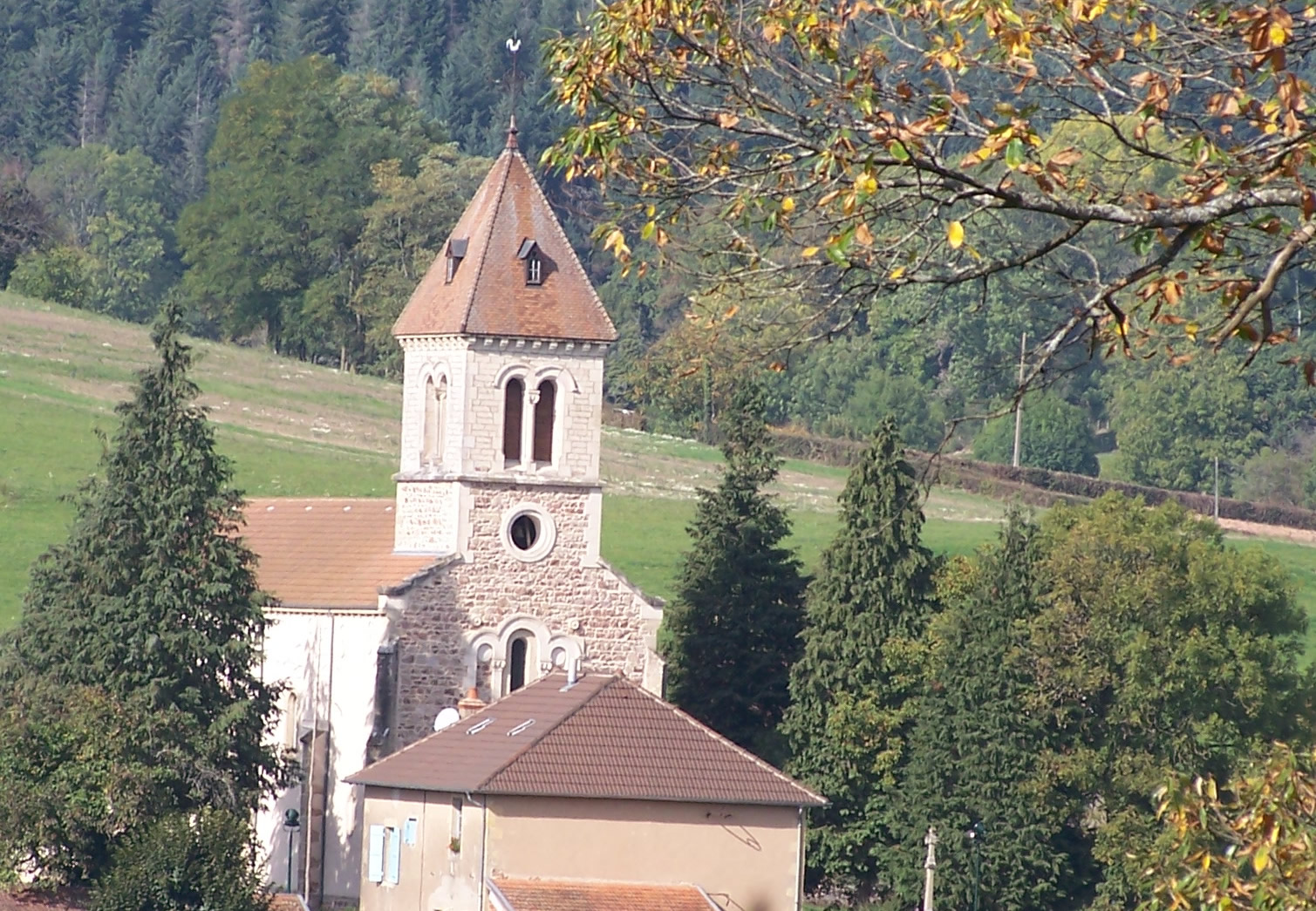
Église de Châtenay.

### Monuments et lieux touristiques

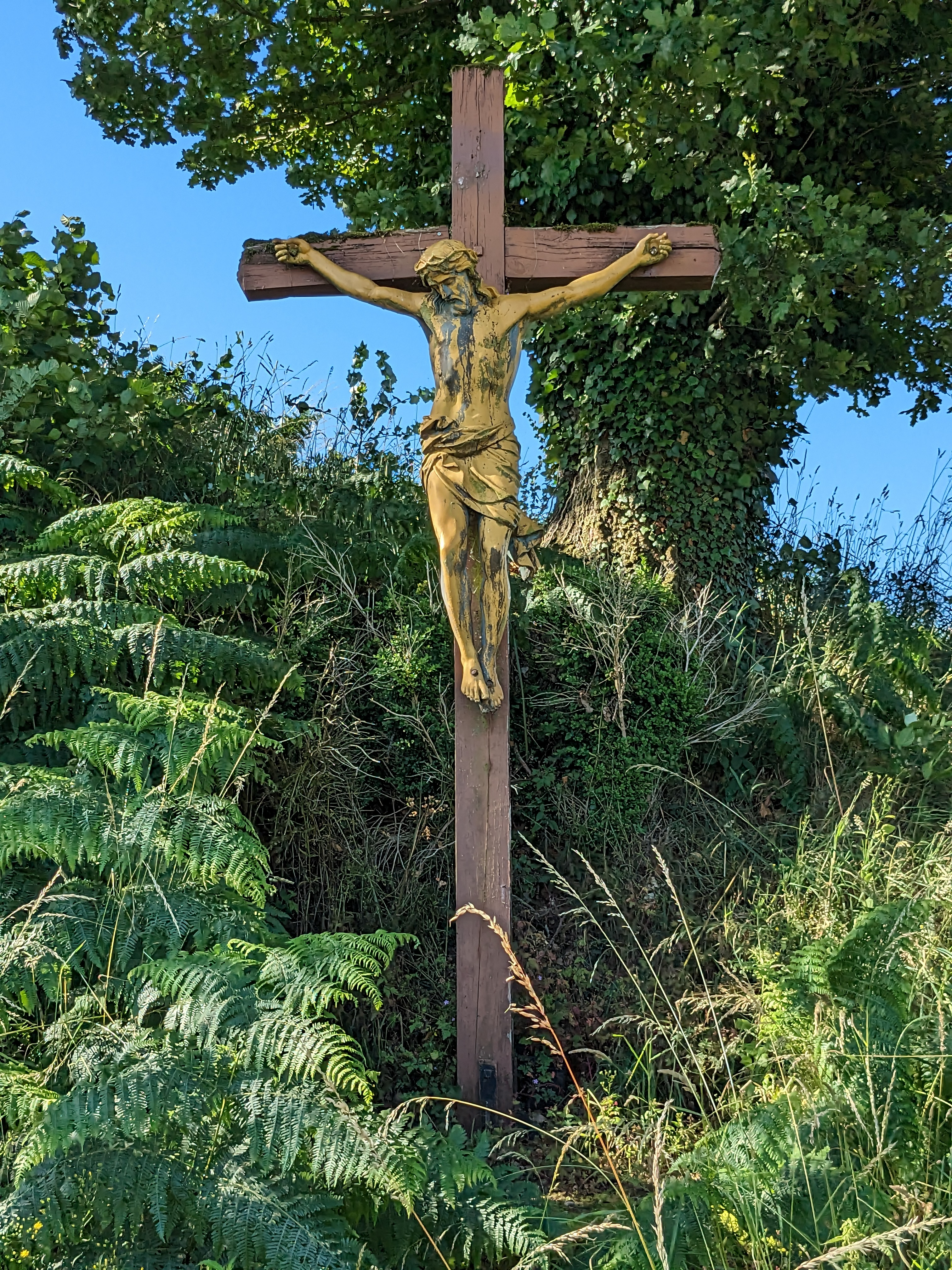
Crucifix sur la route de Gibles.

- L'église Saint-Joseph[1], qui date de 1877 et a été construite d'après des plans dressés par Jean-Pierre Dufoux, géomètre (clocher : architecte A. Pinchard de Mâcon)[51]. Elle est dotée d'un clocher carré à arcatures. Ses deux cloches rythment les journées des habitants grâce à une sonate en sol dièse et si.
- Une reproduction de la grotte de Lourdes, qui fut bénie en 1927 par le père Henry, chapelain à Paray-le-Monial, à la suite d'une mission[52].
- Musée « La Maison des vieux métiers ».

### Personnalités liées à la commune
- Paul Lachaize, inventeur et industriel, qui y est mort le 30 mai 1987.

## Pour approfondir